# ミネルビオ
ミネルビオ（伊: Minerbio）は、イタリア共和国エミリア＝ロマーニャ州ボローニャ県にある、人口約8,900人の基礎自治体（コムーネ）。

## 地理

### 位置・広がり

#### 隣接コムーネ
隣接するコムーネは以下の通り。
- バリチェッラ
- ベンティヴォーリオ
- ブドリオ
- グラナローロ・デッレミーリア
- マラルベルゴ

### 気候分類・地震分類
ミネルビオにおけるイタリアの気候分類 (it) および度日は、zona E, 2291 GGである。
また、イタリアの地震リスク階級 (it) では、zona 3 (sismicità bassa) に分類される。

## 行政

### 分離集落
ミネルビオには、以下の分離集落（フラツィオーネ）がある。
- Ca' De' Fabbri, Capo d'Argine, San Martino in Soverzano (o dei Manzoli), San Giovanni in Triario, Spettoleria, Tintoria

## 姉妹都市
- カムニャーノ、イタリア
- ヒルルリンゲン（ドイツ語版）、ドイツ
- Hajós、ハンガリー